# Arco de Triunfo (Moscú)

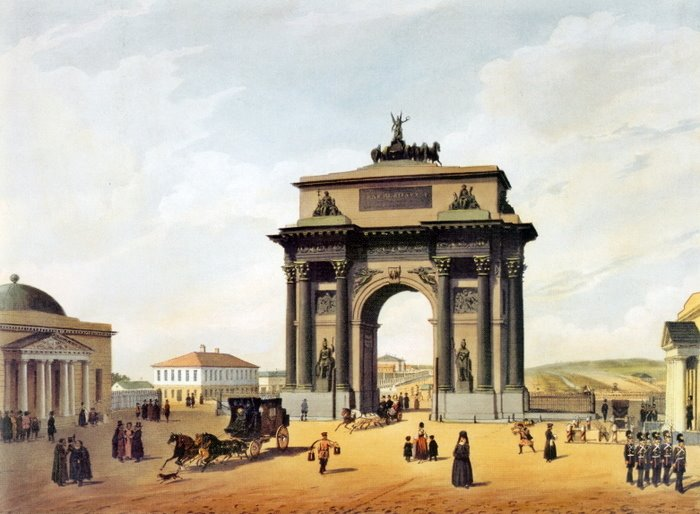
El Arco de Triunfo en la Plaza Tsverskaya, 1848, por Félix Benoist

El tercer Arco de Triunfo de Moscú y el más antiguo que sobrevive se construyó entre 1829 y 1834 en la Plaza Tverskaya según el diseño de Joseph Bove, para conmemorar la victoria sobre Napoleón. Sustituyó a una estructura de madera anterior construida por los veteranos de las Guerras Napoleónicas en 1814.
El arco está hecho de ladrillos y revestido con sillares. Las columnas y estatuas eran de hierro colado. La seiuga (carroza de seis caballos) que lo corona fue diseñada por Giovanni Vitali. La inscripción bilingüe en ruso y latín reza como sigue:

A la memoria bendita de Alejandro I, quien se levantó de las cenizas y adornó con muchos monumentos de cuidado paternal esta antigua capital que había sido dejada a merced del fuego durante la invasión de los galos y otras veinte naciones.

El arco fue desmontado 1936 como parte de la reconstrucción de Iósif Stalin del centro de Moscú. Las esculturas de Vitali se pusieron en una exposición en un museo de arquitectura situado en los terrenos del antiguo Monasterio de Donskoy. Tras la Segunda Guerra Mundial hubo en proyecto de reconstruir el arco frente a la Estación Belorussky.
El arco actual se construyó según el diseño original de Bove entre 1966 y 1968, en medio de la Avenida Kutuzov, cerca del Parque de la Victoria. El espacio al aire libre que rodea el arco es conocido como Plaza de la Victoria.